# Sleipner (1936)
«Слейпнир» був есмінцем, прийнятим до Королівського флоту Норвегії в 1936 році. Головний корабель однойменного типу. 

## Конструкція
Гармати головного калібру «Слейпнира» не були універсальними, що знижувало його ефективність у боротьбі з повітряними цілями 

## Служба
«Слейпнир» отримав майже легендарний статус у Норвегії, витримавши понад два тижні інтенсивних повітряних атак бомбардувальників Люфтваффе після вторгнення до Норвегії 9 квітня 1940 року. Його успіхи активно використовувалися у пропаганді уряду Норвегії, забезпечуючи підняття морального духу населення. Хоча імовірно фактично корабель збив лише два німецькі літаки, тодішні випуски новин говорили про десятки збитих ним літаків. Натомість німці двічі заявляли про потоплення корабля.  
Після того, як опір у Південній Норвегії почав згасати, «Слейпнир» перетнув Північне море, щоб продовжити боротьбу з німцями під керівництвом уряду у вигнанні.
Після служби в якості ескорту прибережних конвоїв вздовж узбережжя Сполученого Королівства, корабель був виведений у резерв 1944 року. 
У 1948 році він був переобладнаний у фрегат. Разом із вцілілими однотипними кораблями його продали на металобрухт у 1959 році.